# Mönchgut
Mönchgut är en kommun och ort i Landkreis Vorpommern-Rügen i förbundslandet Mecklenburg-Vorpommern i Tyskland.
Kommunen bildades 1 januari 2018 genom en sammanslagning av de tidigare kommunerna Gager, Middelhagen och Thiessow.
Kommunen ingår i kommunalförbundet Amt Mönchgut-Granitz tillsammans med kommunerna Baabe, Göhren, Lancken-Granitz, Sellin och Zirkow.